# 升永英俊
升永 英俊（ますなが ひでとし、1942年（昭和17年）7月12日 - ）は、日本の弁護士（第一東京弁護士会）・弁理士。米国のコロンビア特別区及びニューヨーク州弁護士。TMI総合法律事務所シニアパートナー。元東京永和法律事務所代表兼東京永和特許事務所顧問。

## 人物
当初はいわゆる渉外弁護士として企業法務に携わり、アメリカでも活動したが、50代になってから税務や不動産(サブリース)、知的財産分野などで本格的に訴訟を手掛け始める。青色LEDの特許権をめぐる中村修二と日亜化学との訴訟において、原告中村の訴訟代理人を務め、第一審で200億円の損害賠償を認められる（東京地判平16.1.30）。2001年には全国66位、弁護士では第1位の高額納税者（納税額約3億4000万円）となった。2007年、消費者金融大手元会長の長男が元会長夫妻から贈与された海外法人株をめぐる税務訴訟で、長男に対する約1330億円の追徴課税を取り消す判決を勝ち取る。税務訴訟で国側が敗訴したケースのうち、個人課税では史上最高額。
2008年6月30日に東京永和法律事務所および東京永和特許事務所を解散し、翌7月1日をもってTMI総合法律事務所に合流。近時は弁護士や文化人らの賛同を得て「一人一票実現国民会議」を立ち上げ、いわゆる「一票の格差」問題の啓蒙活動を行うとともに、自ら多くの違憲訴訟を提起している。

## 経歴
東京府（のちの東京都）生まれ。小学4年から中学2年まで愛媛県の田舎の公立学校に学ぶ。1961年、東京都立戸山高等学校卒業。
1965年、東京大学法学部卒業。住友銀行入行。1967年、同行退行。
1969年、司法試験合格（成績順位は合格者501人中2位） 1973年、東京大学工学部卒業。
1979年、米国コロンビア大学コロンビア・ロー・スクール修士号取得。1980年、米国ワシントン市の司法試験に合格、同特別区弁護士登録。ギブソン・ダン&クラッチャー法律事務所勤務。グラハム＆ジェームス法律事務所勤務。1984年、米国ニューヨーク州の司法試験に合格、弁護士登録。
1991年、東京永和法律事務所開設。2008年、TMI総合法律事務所にパートナーとして参画。